# Vlčkovice (Praskačka)
Vlčkovice (německy Wlczkowitz) je vesnice, část obce Praskačka v okrese Hradec Králové. Nachází se asi 1,5 km na severovýchod od Praskačky. V roce 2009 zde bylo evidováno 59 adres. V roce 2001 zde trvale žilo 120 obyvatel.
Vlčkovice leží v katastrálním území Vlčkovice u Praskačky o rozloze 2,36 km². Obec je rodištěm malíře, grafika a výtvarného teoretika Bohumila Kubišty. K místním pamětihodnostem patří meteorologický sloup na návsi pocházející z roku 1923.

## Galerie

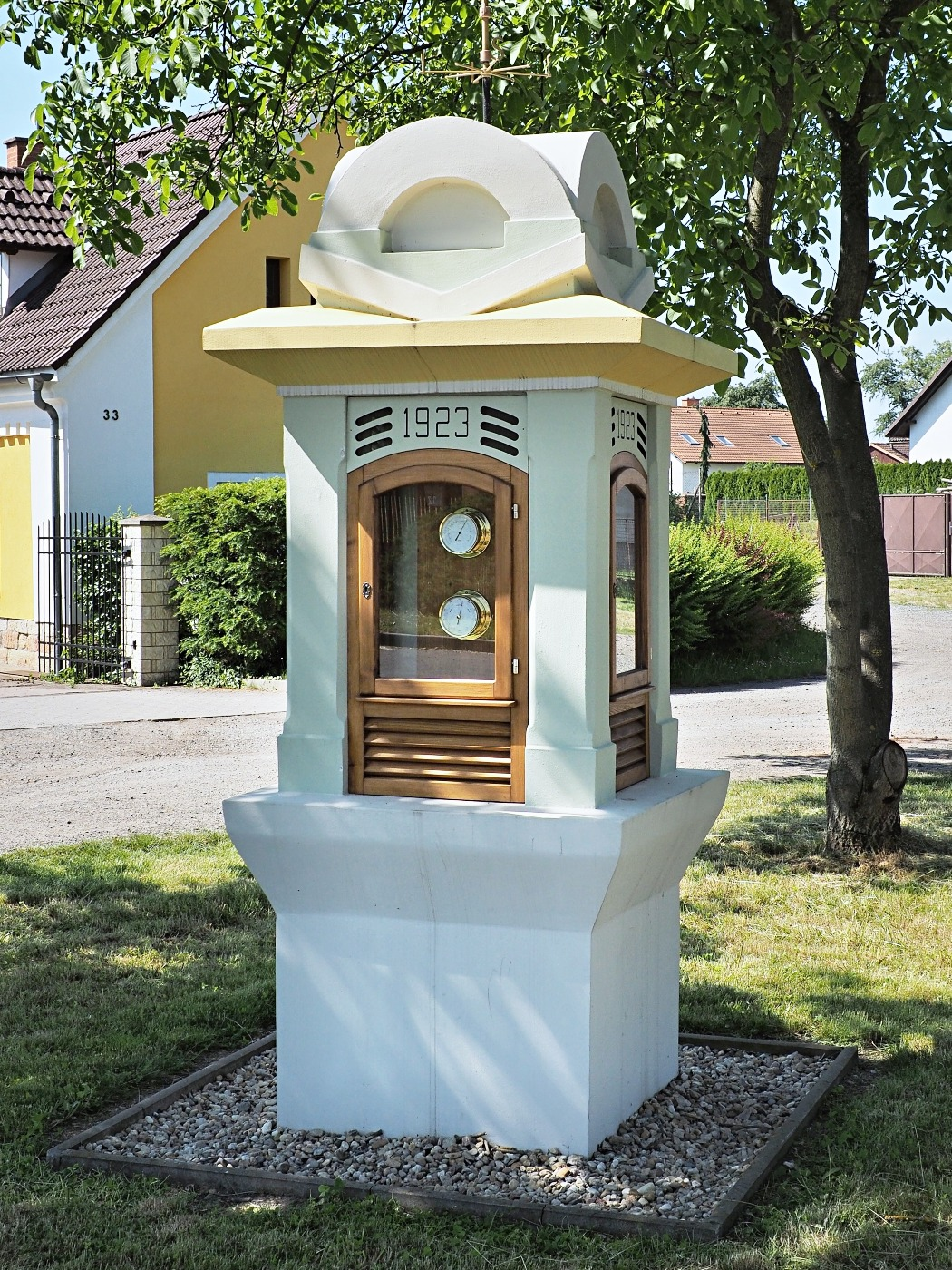
Historický meteorologický sloup na návsi. Obnoven byl na jaře 2021